# Komjádi Béla

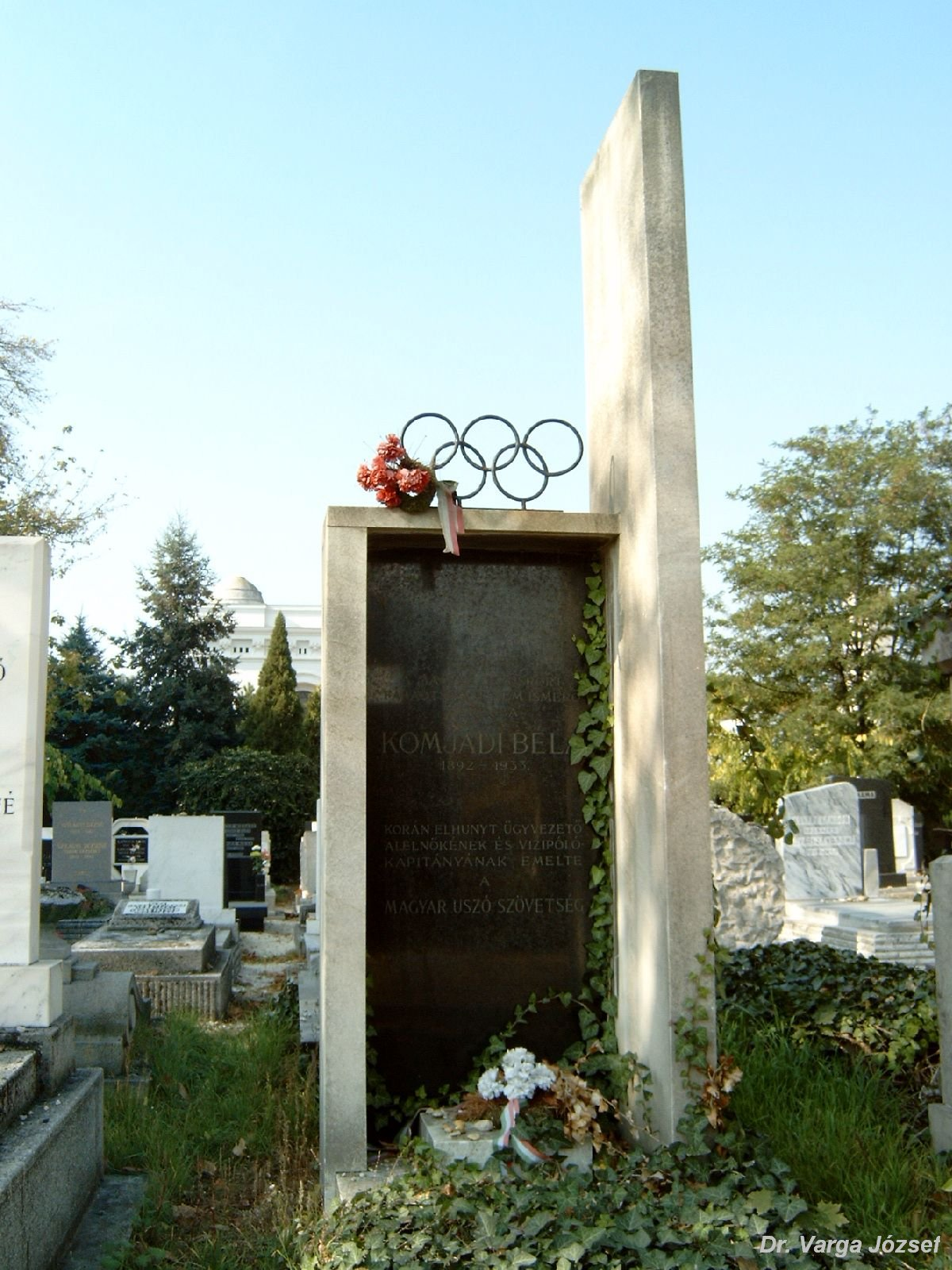
Komjádi Béla sportújságíró sírja Budapesten. Kozma utcai zsidó temető: 3C-11-23.

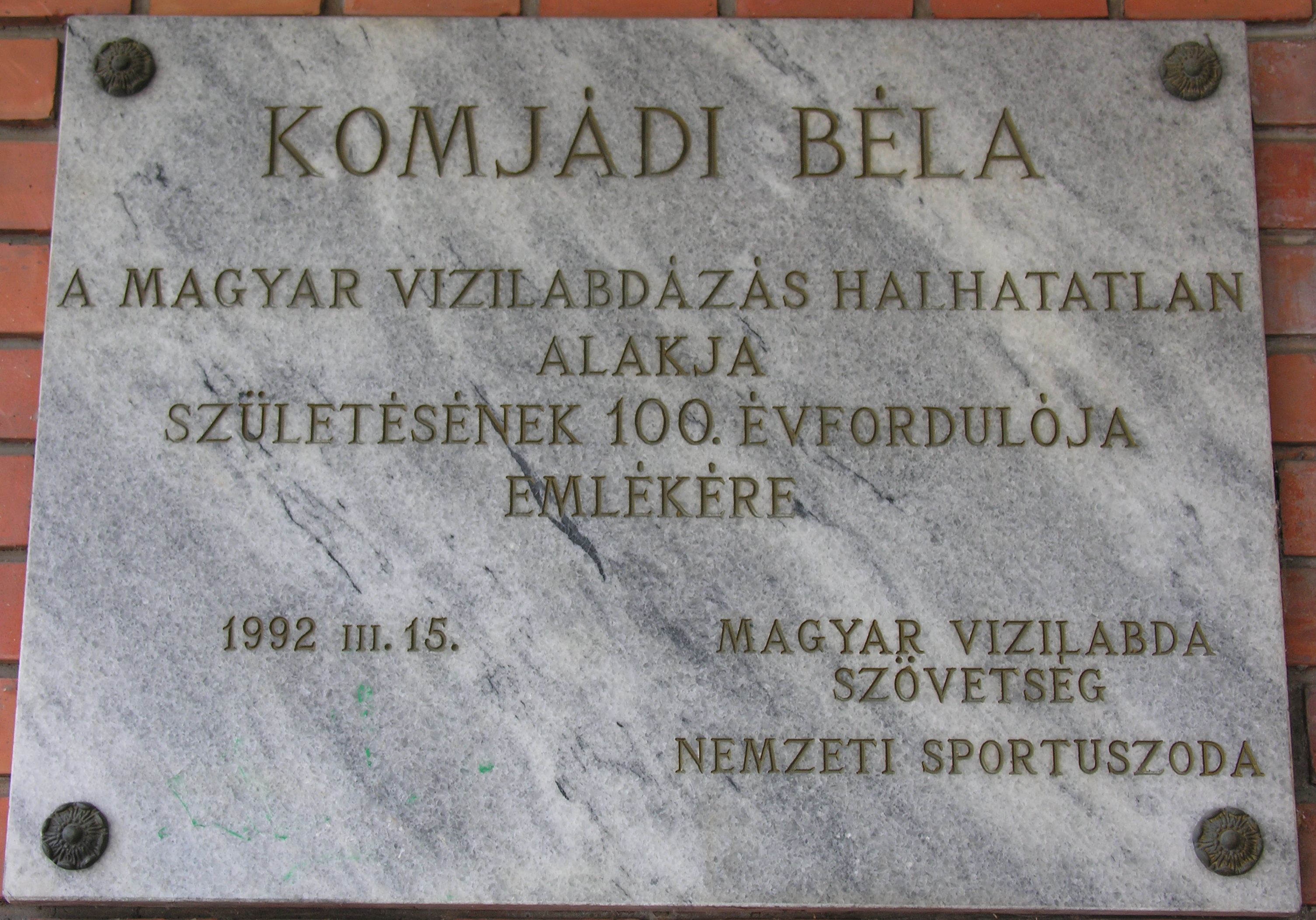
Komjádi Béla emléktáblája, Budapest, II., Árpád fejedelem útja 8. (uszoda)

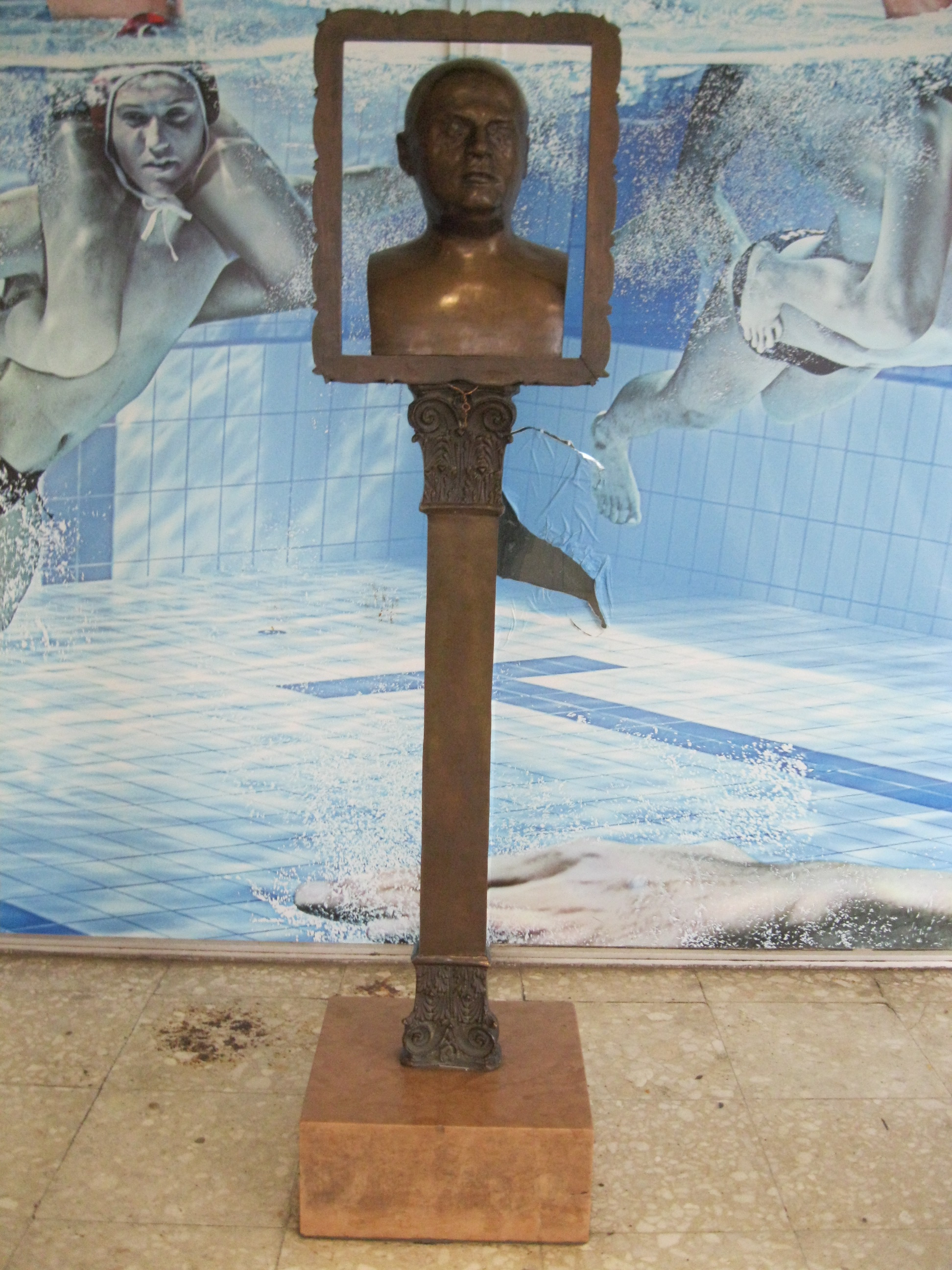
Komjádi Béla mellszobra Budapest II. kerületében, a Császár-Komjádi uszodában

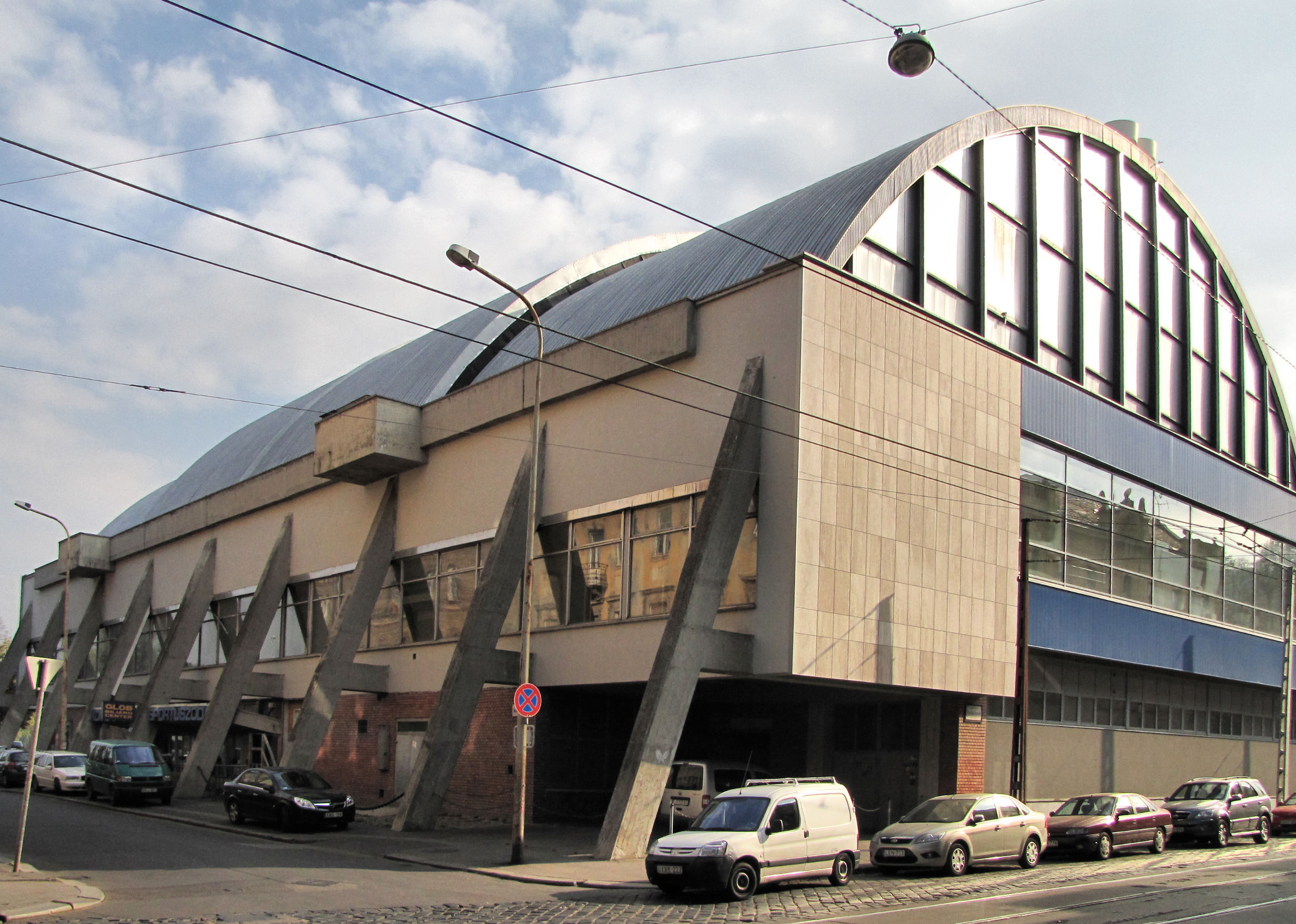
Komjádi Béla Sportuszoda, a Császár-Komjádi Uszoda része, Budapest. Tervező: ALUTERV.

Komjádi Béla (Budapest, 1892. március 15. – Budapest, 1933. március 5.) sportvezető, vízilabdázó, edző, a magyar vízilabdasport úttörője.

## Családja
Dr. Komjádi József és Frita Berta fiaként született, zsidó vallású.

## Játékos-pályafutása
Az MTK együttesében kezdett el úszni, 1910-ben. 1911-ben már versenyeket nyert. 1914-től vízilabdázott. Hátvédként szerepelt, játékosként csendes csapatjátékosnak és jó taktikusnak számított. A Magyar Általános Kőszénbányánál (MÁK) tisztviselőként dolgozott. 1913 októberében vonult be katonának. Az első világháborúban hadnagyként szolgált. Több lövést kapott, a térdét operálni kellett, szilánkok maradtak a testében. 1918-ban hadirokkantként tért haza. Néhány évig még szerepelt a III. kerület csapatában, majd az aktív sportolást befejezte.

## Edzői pályafutása
Mivel a háborús sérülés miatt gyermeke nem születhetett, életét kezdetben az úszásnak, később a vízilabdának szentelte. 1916-ban – rehabilitációja alatt – az Erzsébet-híd pesti hídfőjéhez úszni járó gyerekekből létrehozta az MTK gyermek csapatát. Komjádi a gyerekek részére ingyen jegyeket kért az MTK labdarúgó-mérkőzéseire. Ezt nem kapta meg, így a csapatát átigazolta a III. kerületi TVE-be. Itt felépített egy új, erős csapatot, mely fel tudta venni a versenyt az addig verhetetlennek tartott Ferencvárosi TC-vel. 1923-ban és 1924-ben csapata magyar bajnok lett. 1924-ben rövid ideig szövetségi kapitány lett. Irányításával a válogatott ötödik lett az olimpián. 1925-ben nyugdíjba vonult a MÁK-tól, itteni edzői tevékenysége is véget ért. A Sporthírlap munkatársa lett. 1925-ben a Ferencváros visszahódította a bajnoki címet. Ezt követően a III. kerület játékosainak egy része visszaigazolt az MTK-ba. Komjádi szövetségi edzőként tevékenykedett tovább. A válogatottal megnyerte az első, Budapesten rendezett Vízilabda-Európa-bajnokságot 1926-ban. Az ezt követő négy Vízilabda-Európa-bajnokságot is mind a magyar válogatott nyerte, egészen 1938-ig. 1927-ben továbbra is Komjádi vezetésével. Az 1928-as olimpián második lett a magyar válogatott, az 1932-es Los Angeles-i olimpián pedig győztes. A felkészülés során több bemutató mérkőzést tartottak, hogy fedezni tudják a kiutazás magas költségeit.
Edzőként nagy hangsúlyt fektetett az utánpótlás-nevelésre, az ő felfedezettje volt többek között Keserű Alajos, Keserű Ferenc és Homonnai Márton későbbi olimpiai bajnokok. A modern vízilabdasport megalkotója, több edzéstechnikai újítás bevezetője (pl. légstopp, légpassz, ill. medencén kívüli, tornatermi edzés). Stílusa miatt megkapta játékosaitól a Komi bácsi becenevet.

## Sportvezetői pályafutása
1919-ben a Magyar Úszó Szövetség titkára lett. Feladata a vízilabda ügyek intézése volt. Ebben az évben bekerült a szövetség által első alkalommal elismert játékvezetői karba is. 1920-ban a vízilabda-bizottság tagja lett. 1921-ben a MUSZ főtitkára lett. 1922-ben lemondott erről a posztjáról és csak tanácstagként volt jelen a szövetségi életben. 1926-ban a szövetség válogató, játékvezetői és a középiskolai bizottságának volt a tagja. 1930-ban a szövetség ügyvezető alelnökévé választották. A Nemzeti Szabadelvű Párt tagjaként a III. kerület törvényhatósági bizottságának volt a tagja. Sokat tett az első Budapesti fedett uszoda (Nemzeti Sportuszoda) megépüléséért. Pályafutása során több lapnak is írt cikkeket, amelyekben népszerűsítette a sportot.
1933-ban, 41. születésnapja előtt pár nappal agyvérzés következtében hunyt el. A Kozma utcai izraelita temetőben helyezték nyugalomra.

## Díjai, elismerései
- Nagy ezüst vitézségi érem (1915)
- Signum Laudis (1916)
- A Nemzeti Sport karácsonyi nagydíja (1929)
- Kormánytanácsos (1930)
- Koronás érdemérem
- III. osztályú polgári érdemkereszt (1932)
- Az Úszó Hírességek Csarnokának tagja (1995)

## Emlékezete
- Róla nevezték el a korábbi Császár-uszodát
- több utca viseli a nevét
- Komjádi kupa
- Nevét őrzi az 541200 Komjádibéla kisbolygó.[2][3]